# Бобсон, Кевин
Ке́вин Бо́бсон (нидерл. Kevin Bobson; род. 13 ноября 1980, Амстердам) — нидерландский футболист.

## Биография
Кевин Бобсон начал свою футбольную карьеру в молодёжном составе клуба «СВ Бейлмер» из Амстердама. Позже Кевин попал в футбольную школу амстердамского «Аякса». Выступая за молодёжный состав «Аякса», Кевин был одним из лучших его игроков. В 1998 году Бобсон стал игроком основной команды «Аякса».
Дебют Кевина за «Аякс» состоялся 16 мая 1999 года в матче против «Валвейка», завершившемся победой «Аякса» 2:0, Бобсон в том матче вышел на замену на 85 минуте вместо Данни Блинда. Это был единственный матч в сезоне 1998/1999, в котором Кевин вышел на поле. В сезонах 1999/2000 и 2000/2001 Бобсон сыграл за «Аякс» в общей сложности 7 матчей, не забив ни одного мяча.
В 2001 году Кевин перешёл в клуб НАК из города Бреда. В сезоне 2001/2002 за НАК Бобсон провёл 34 матча и забил 4 мяча, выступая на позиции полузащитника. В сезоне 2003/2004 Бобсон, отыграв всего 2 матча, покинул клуб и перешёл в испанский «Эспаньол», в котором провёл оставшуюся часть сезона 2003/2004. За испанский клуб Кевин забил 1 мяч в 9 матчах чемпионата Испании сезона 2003/2004. В июле 2004 года Бобсон вернулся в Нидерланды и стал игроком клуба «Виллем II».
В первом сезоне за «Виллем II» Кевин забил 9 мячей за 33 матча, а его клуб по итогам сезона получил путёвку в Кубок УЕФА. В Кубке УЕФА 2005/2006 «Виллем II» выступил неудачно, вылетев в первом же круге, проиграв «Монако» в обоих матчах (0:2 и 1:3). Всего за «Виллем II» Кевин провёл 112 матчей и забил 15 мячей. В 2008 году Бобсон перешёл на правах аренды на оставшуюся часть сезона 2007/2008 в клуб «НЕК», в котором Бобсон за 14 матчей забил 2 мяча. После окончания аренды, летом 2008 года, Кевин перешёл в австрийский клуб «Ред Булл» из Зальцбурга, который выступает в австрийской бундеслиге. В январе 2009 года Бобсон покинул зальцбургский клуб.